# Новокузнецкая
«Новокузне́цкая» — станция Замоскворецкой линии Московского метрополитена. Расположена между станциями «Театральная» и «Павелецкая». Находится на территории района «Замоскворечье» Центрального административного округа города Москвы. Своё название получила по Новокузнецкой улице, рядом с которой расположена. «Новокузнецкая» построена по проекту архитекторов Ивана Таранова и Надежды Быковой и имеет богатый интерьер. Конструкция станции — пилонная трёхсводчатая глубокого заложения. Станция была открыта 20 ноября 1943 года (третья очередь строительства) одновременно со станцией «Павелецкая» на действующем участке «Площадь Свердлова» (ныне «Театральная») — «Завод им. Сталина» (ныне «Автозаводская»). Станция является объектом культурного наследия народов России регионального значения.
«Новокузнецкая» связана переходами с обоими залами станции «Третьяковская», кросс-платформенного пересадочного узла Калужско-Рижской и Калининской линий.

## История
Перспективная схема линий в начале 1932 года включала пять диаметров: Мясницко-Усачёвский, Таганско-Тверской, Арбатско-Покровский, Дзержинско-Замоскворецкий и Рогожско-Краснопресненский (каждый из диаметров планировалось сделать из двух соединяющихся радиусов). Летом 1932 года был предложен ещё один диаметр — Калужско-Тимирязевский. Британские специалисты, приглашённые в Москву, предложили состыковать четыре радиуса метро не так, как они планировались, а вместо пересекающихся Замоскворецко-Дзержинского и Таганско-Тверского диаметров построить Замоскворецко-Тверской и Дзержинско-Таганский диаметры. Решение последовать этому предложению было принято в 1934 году. Замоскворецкий радиус был спроектирован в своём современном виде.
Первоначально участок Замоскворецкого радиуса от «Площади Свердлова» до Павелецкого вокзала было предложено построить в составе второй очереди метрополитена. На этом участке планировались станции «Москворецкая», «Климентовский переулок», «Вишняковский переулок». По Генплану 1935 года станция «Вишняковский переулок» была убрана из проекта. 10 июля 1937 года Совет народных комиссаров СССР постановлением № 1090 утвердил состав линий и проект трассы третьей очереди метро. На Замоскворецком радиусе проектировались три станции — «Новокузнецкая», «Павелецкая» и «Завод имени Сталина», которые планировалось открыть в декабре 1939 года. Строительство началось в 1938 году.
Станция была открыта в составе третьей очереди строительства Московского метрополитена во время Великой Отечественной войны 20 ноября 1943 года на действующем перегоне «Площадь Свердлова» — «Завод имени Сталина» одновременно с «Павелецкой». После ввода в эксплуатацию этих станций в Московском метрополитене стало 25 станций. С 1 января 1943 года поезда на уже действующем участке «Площадь Свердлова» — «Завод имени Сталина» следовали через «Новокузнецкую» без остановки из-за задержек в поставке эскалаторов. В связи с тем, что завод по производству эскалаторов находился в блокадном Ленинграде, заказ был передан московским предприятиям. Эскалаторы для глубоких станций третьей очереди поступили только к лету 1943 года. Изначально название писалось через дефис — «Ново-Кузнецкая». Проект станции в 1946 году удостоен Сталинской премии 1-й степени. Название не имеет отношения к Новокузнецку, который на момент появления станции назывался Сталинск. 
В 1970 году центральный зал был удлинён, и в южном торце был устроен переход на одноимённую станцию Калужско-Рижской линии (ныне южный зал станции «Третьяковская»). В 1985 году был построен (открыт 25 января 1986 года) переход из центра зала в северный зал станции «Третьяковская». В 1995 году был построен (открыт 15 августа 1995 года) дополнительный переход из центра южного зала «Третьяковской» в южный торец «Новокузнецкой».

## Архитектура и оформление

### Вестибюль

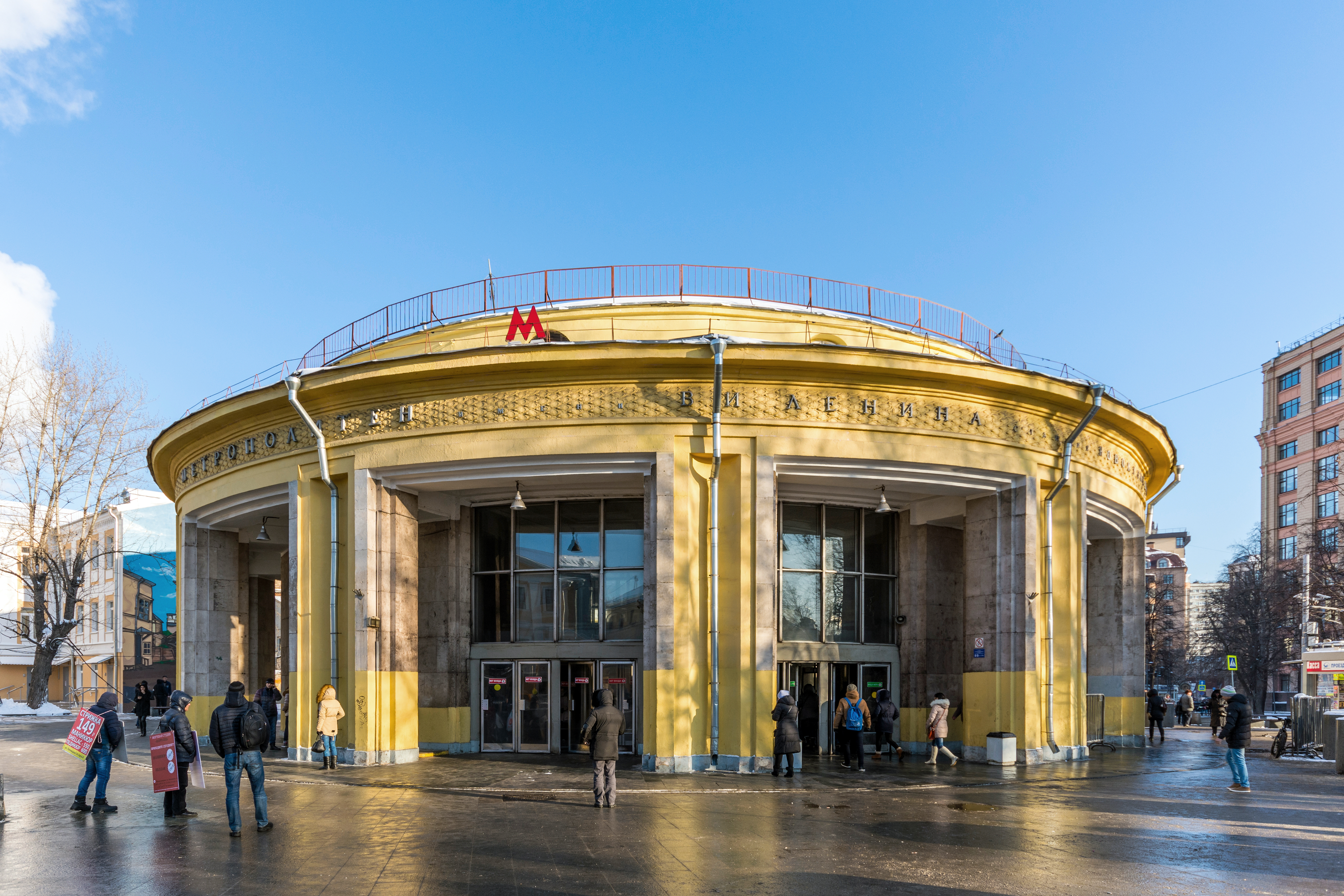
Павильон станции

Станция имеет наземный вестибюль в уличном павильоне на Пятницкой улице между домами № 21 и 23. Он построен в виде массивной ротонды с мощным упрощённым куполом. Архитекторы вестибюля — В. Г. Гельфрейх, И. Е. Рожин при участии Г. С. Тосунова и Л. А. Шагуриной; инженер-конструктор — М. Семиз; скульптор — Г. И. Мотовилов. Это первый в Москве павильон в форме ротонды с куполом и колоннадой по всему периметру. Позже такая конструкция станет типовой (вестибюли станций «Рижская», «Алексеевская», «ВДНХ» и «Университет» — его упрощённые копии). На месте наземного вестибюля раньше находилась церковь Параскевы Пятницы на Пятницкой, снесённая в 1934 году при подготовке проекта Генплана развития Москвы.
Вход и выход пассажиров осуществляется по окружности вестибюля. Пассажиры направляются по коридору, который опоясывает эскалаторный зал. От входа коридор выводит к кассам, а затем — к турникетам. У входа расположена гранитная доска с памятной надписью о времени строительства станции. Потолок эскалаторного зала украшает мозаика В. А. Фролова «Парад физкультурников». Над проходами расположены медальоны с барельефами, олицетворяющие собой архитектуру, живопись, скульптуру, науку и технику (автор — Г. И. Мотовилов).

### Станционные залы

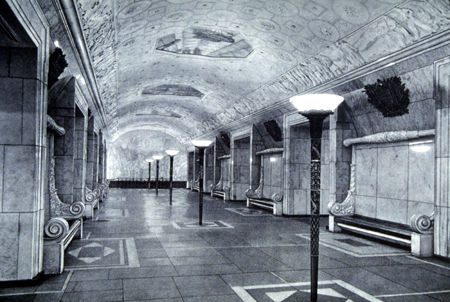
Центральный зал в 1940-е годы

Конструкция станции — пилонная трёхсводчатая глубокого заложения (глубина заложения — 37,5 метра). Авторы проекта — супруги И. Г. Таранов и Н. А. Быкова. Построена по типовому проекту. Диаметр центрального зала — 9,5 метра, диаметр боковых залов — 8,5 метра. Отделка из чугунных тюбингов.
Интерьер станции богат элементами художественного оформления. Тема оформления — стойкость и борьба советского народа в годы Великой Отечественной войны. Пилоны старой части станции, облицованные прохоро-баландинским мрамором, массивны. Архитекторы сделали акцент на поперечные проходы между пилонами, которым, как правило, в такой конструкции уделяют мало внимания. Проходы были оформлены мощными порталами, в результате чего приземистые проходы обрели нарочитую торжественность. Между ними, со стороны зала и платформ, в неглубоких нишах в основании пилонов расположены массивные мраморные скамьи-диваны с высокими спинками, оформленными в виде полуразвёрнутых свитков, и консольными подлокотниками, украшенные резным рисунком. Они появились здесь по предложению академика И. В. Жолтовского, который консультировал молодых архитекторов станции. Существует легенда, что эти скамьи были вывезены из Храма Христа Спасителя перед его сносом, но это вряд ли имело место в действительности. Пол перед скамьями оформлен красочными мраморными ковриками. Над светлыми спинками диванов, в нишах пилонов, имеются вставки мрамора Агверанского месторождения (Армения). Им же целиком облицованы стены новой части станции. В целом полы станции облицованы прохоро-баландинским мрамором светлых тонов с геометрическими вставками тёмного-серого каркодинского мрамора (Урал) и чёрного хорвиранского мрамора (Армения).
Над каждой скамьёй со стороны центрального зала укреплены металлические щиты в обрамлении знамён, на которых написано «Слава героическим защитникам города Ленинграда», «Слава героическим защитникам города Севастополя», «Слава героическим защитникам города Одессы», «Слава героическим защитникам города Сталинграда». Со стороны боковых залов на похожих щитах изображены профили великих русских полководцев — Александра Невского, Дмитрия Донского, Кузьму Минина и Дмитрия Пожарского, Александра Суворова и Михаила Кутузова. Они иллюстрируют фрагмент речи И. В. Сталина, произнесённой на параде 7 ноября 1941 года:
Пусть вдохновляет вас в этой войне мужественный образ наших великих предков — Александра Невского, Дмитрия Донского, Кузьмы Минина, Дмитрия Пожарского, Александра Суворова, Михаила Кутузова!И. В. Сталин
Между пилонами и сводом центрального зала, начиная от выхода в город, идёт гипсовый скульптурный фриз с фигурами солдат и офицеров Красной Армии, которые либо планируют операции, либо непосредственно участвуют в боевой операции (скульпторы — А. Е. Зеленский, Н. В. Томский, С. Л. Рабинович, Н. М. Штамм). Среди них связисты, лётчики, танкисты, пехотинцы, морские пехотинцы, кавалеристы. Скульптурные группы отделяются друг от друга орденами Великой Отечественной войны. Над выходом к эскалатору — щит с надписью «Слава доблестным бойцам Великой Отечественной войны». В мае 2015 года в канун празднования 70-летия победы в Великой Отечественной войне фриз был несогласованно окрашен в бежевый цвет, а в марте 2023 года начались работы по его расчистке и реставрации.
Геометрический рисунок свода архитекторы позаимствовали у римской гробницы Валериев, но по его главной оси укреплены смальтовые мозаики. Они изначально предназначались для станции «Павелецкая», но из-за войны не удалось построить центральный зал, и мозаики становились ненужными. Они были выполнены В. А. Фроловым по эскизам А. А. Дейнеки в блокадном Ленинграде (после гибели художника вывезены из осаждённого города моряками Ладожской флотилии) и посвящены героическому труду советских людей в тылу. Архитектор И. Г. Таранов решил установить их на «Новокузнецкой». Из-за относительно небольшой длины центрального зала удалось установить только семь, а ещё одну установили в вестибюле.
Темы мозаик (начиная от выхода в город):
1. «Садоводы»
2. «Сталевары»
3. «Машиностроители»
4. «Строители»
5. «Авиаторы»
6. «Лыжники» (мост Бачелиса)
7. «Шахтёры» (демонтирована при установке гермозатвора в конце 1950-х годов)[9]
8. «Парад физкультурников» (в вестибюле)

|            |             |                   |             |            |           |                         |
| «Садоводы» | «Сталевары» | «Машиностроители» | «Строители» | «Авиаторы» | «Лыжники» | «Парад физкультурников» |

Мозаики освещаются рядом торшеров, установленных по центральной оси зала. До 2005 года плафоны и лампы были не очень яркими, и потому станция казалась мрачноватой, а мозаики были плохо видны. Торшеры присутствовали в проекте изначально, ещё до принятия решения об установке панно на своде. Стойки и подставки торшеров оформлены узорчатым тёмным известняком узбекского месторождения Алмалык и красным — грузинского месторождения Шроша. 27 января 2013 года, в годовщину снятия блокады Ленинграда, на станции была открыта мемориальная доска, посвящённая мозаикам и В. А. Фролову.
Арка эскалаторного наклона украшена бронзовым литым барельефом работы Н. В. Томского, изображающим гербовый щит в обрамлении знамён, оружия, лавровых венков. Торец центрального зала был украшен мозаичным панно «Фронт и тыл в борьбе против немецких захватчиков» (автор — Б. В. Покровский). На ней был изображён советский народ на фоне Москвы и знамёна с профилем Сталина. В 1960-х годах Сталин был заменён Лениным. После удлинения центрального зала в 1970 году (в связи со строительством перехода) панно было перенесено на площадку перехода.

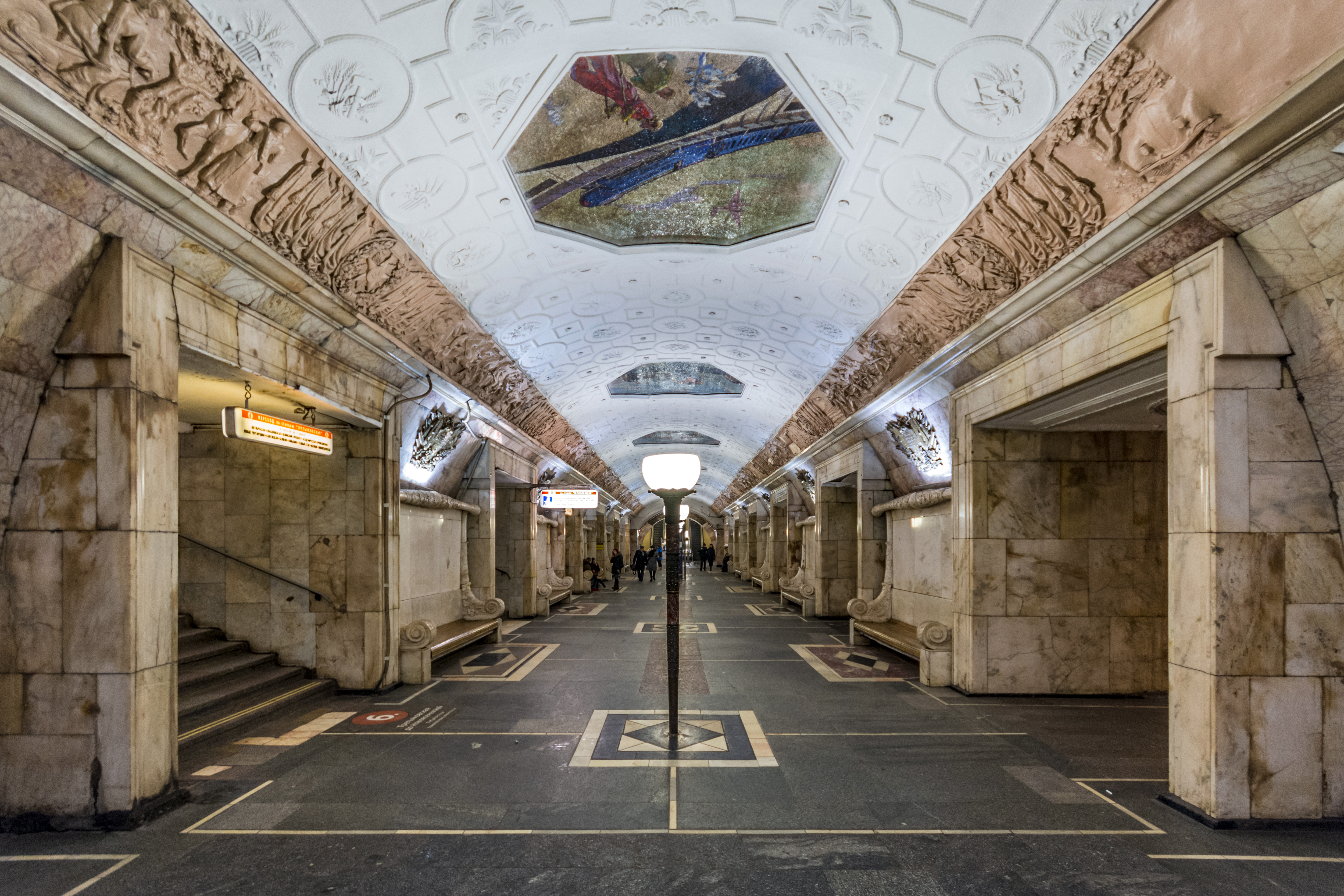
Центральный зал, 2016 год
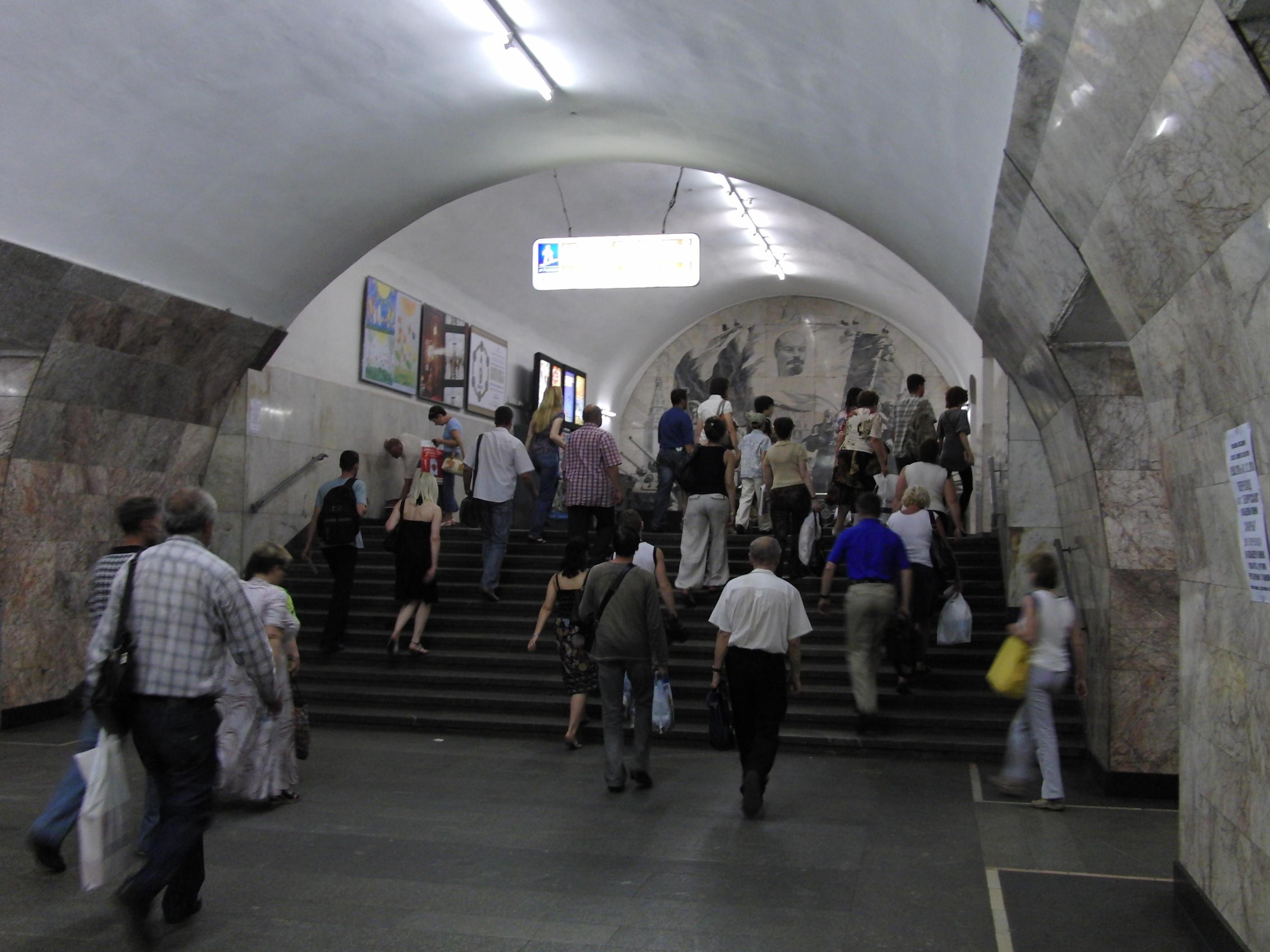
Южный торец станции
Панно в южном торце станции

### Переходы
Переход в южный зал станции «Третьяковская» (к поездам до станций «Медведково» и «Новокосино») начинается в южном торце станции. Для организации пересадки на Калужско-Рижскую линию в 1970 году центральный зал «Новокузнецкой» удлинили. Новые проходы с пилонами отличаются от старых и имеют упрощённый декор. Панно в южном торце было перенесено на площадку перехода, которая соединена с платформой станции лестничным подъёмом. Из переходной камеры коридор ведёт к эскалаторному тоннелю на «Третьяковскую».
Во время проектирования Калининского радиуса в 1980-х годах было решено создать кросс-платформенный пересадочный узел с Калужско-Рижской линией. Был построен новый зал, в который было переведено движение поездов Калужско-Рижской линии в южном направлении (в 1986 году). Переход в новый (северный) зал начинается в центре зала, через лестницы и мостики над платформой в сторону «Красногвардейской». Затем по эскалатору можно спуститься на новую «Третьяковскую». По этому же переходу осуществляется пересадка и в обратном направлении. А для «Новокузнецкой» и старой «Третьяковской» в 1995 году был построен новый переход для движения от последней к первой. Он начинается в центре зала, далее по лестнице вверх через мостики над платформой в сторону «Китай-города» и по длинному коридору в южный торец «Новокузнецкой». Коридор, частично двухсводчатый, с разделительной аркадой по длинной оси, оканчивается кубической промежуточной камерой. Оттуда начинается короткий эскалатор вверх, и из промежуточной камеры два прохода на обе платформы станции «Новокузнецкая». Стены перехода облицованы светлым мрамором, а освещают его трубки дневного света, укреплённые на длинных узких металлических полосах.
На перспективу запланировано открытие перехода с новой «Третьяковской» в северный торец «Новокузнецкой». На «Третьяковской», над платформой, на которую прибывают поезда из «Новокосина», имеется задел в виде лестниц и мостиков.

## Путевое развитие
За платформой станции с южной стороны отходит соединённая с обеими главными путями соединительная ветвь на Кольцевую, Калужско-Рижскую и Серпуховско-Тимирязевскую линии.

## Станция в цифрах
- Код станции — 031[3].
- Пикет ПК020+51,4[24].
- Согласно статистическому исследованию 2002 года, пассажиропоток станции составлял: по входу — 43 200 человек, по выходу — 35 800 человек[25].
- Время открытия станции для входа пассажиров — 5 часов 35 минут, время закрытия — в 1 час ночи[26].
- Таблица времени прохождения первого поезда через станцию[27]:

| По чётным числам                | Будние дни | Выходные дни |
| По нечётным числам              | Будние дни | Выходные дни |
| В сторону станции «Театральная» | 05:46:00   | 05:46:00     |
| В сторону станции «Театральная» | 05:46:00   | 05:46:00     |
| В сторону станции «Павелецкая»  | 05:46:00   | 05:46:00     |
| В сторону станции «Павелецкая»  | 05:46:00   | 05:46:00     |

## Расположение
Станция «Новокузнецкая» Замоскворецкой линии расположена между станциями «Театральная» и «Павелецкая». Выход в город осуществляется через наземный вестибюль на Пятницкую улицу.

## Наземный общественный транспорт
На этой станции можно пересесть на следующие маршруты городского пассажирского транспорта:
- Автобусы: м90, н8, н16
- Трамваи: А, 3, 39